# Брайтенбах (Бургенланд)
Брайтенбах (нем. Breitenbach) — община в Германии, в земле Саксония-Анхальт.
Входит в состав района Бургенланд. Подчиняется управлению Дройсигер-Цайтцер Форст. Население составляет 343 человека (на 31 декабря 2006 года). Занимает площадь 19,39 км².